# Il segreto del suo volto
Il segreto del suo volto (Phoenix) è un film del 2014 diretto da Christian Petzold.

## Trama
Il film segue la storia di Nelly Lenz, una sopravvissuta all'Olocausto ed ex cantante di cabaret, che torna a Berlino dopo aver subito un intervento chirurgico di ricostruzione facciale per i danni causati da una ferita di proiettile. Dopo la fine della seconda guerra mondiale e la liberazione dei campi di concentramento, Nelly torna in Germania con la sua amica Lene. Qui, Lene porta Nelly da un chirurgo plastico ricostruttivo. Anche se Nelly dice al chirurgo che vorrebbe avere lo stesso aspetto di prima, lui non riesce a ricreare completamente il suo vecchio viso e Nelly è delusa dal risultato finale.
Lene trova un appartamento per lei e Nelly. Poiché i membri della famiglia di Nelly sono tutti morti durante la guerra, Nelly ha ereditato una notevole quantità di denaro e Lene suggerisce a Nelly di ritirare il denaro e di stabilirsi insieme in Palestina, poiché crede che lì saranno al sicuro e che potranno contribuire alla creazione di uno stato ebraico indipendente. Anche se Lene avverte Nelly che suo marito Johnny potrebbe essere stato quello che l'ha tradita con i nazisti, Nelly nega questa possibilità e lascia l'appartamento di notte per cercarlo. Trova Johnny al lavoro in un nightclub chiamato Phoenix; l'uomo però non la riconosce, anche se le dice che assomiglia in modo inquietante alla sua defunta moglie Nelly. Per ottenere l'eredità di sua moglie, chiede a Nelly di impersonare sua moglie.
Johnny trasforma lentamente Nelly in un'immagine e in un'interprete di quella che era prima del suo arresto. Nelly asseconda il piano di Johnny e tiene nascosta la sua vera identità, dicendo a Johnny che il suo nome è Esther. Anche se Lene continua ad avvertire Nelly che Johnny potrebbe essere complice del suo arresto, Nelly mantiene una visione romantica della relazione. Come Esther, interroga Johnny sui suoi sentimenti per la moglie e sul suo comportamento al momento del suo arresto, ma l'uomo evita di rispondere alla maggior parte delle domande. Johnny dice a Nelly che ha intenzione di inscenare il suo "ritorno" dai campi entro la settimana, e invita diversi vecchi amici della coppia ad incontrarla con lui alla stazione ferroviaria.
Dopo aver trascorso alcuni giorni con Johnny, Nelly torna nell'appartamento che condivide con Lene. Qui, la padrona di casa la informa che Lene si è uccisa, lasciando un biglietto per Nelly: in questo biglietto, Lene confessa a Nelly di sapere che Johnny ha divorziato da Nelly il giorno prima del suo arresto. Include una copia della sentenza di divorzio, che costringe Nelly ad accettare il tradimento di Johnny. Nelly mantiene il segreto, incontrando Johnny e i loro vecchi amici alla stazione ferroviaria come previsto. Più tardi, a casa di uno degli amici, Nelly invita il gruppo ad ascoltarla cantare, accompagnata da Johnny al pianoforte. Mentre Nelly canta, Johnny riconosce la sua voce e vede il numero tatuato sul suo braccio quando era prigioniera nei campi di concentramento. Smette di suonare il piano e mostra forti sensi di colpa, mentre Nelly finisce la canzone e se ne va.

## Distribuzione
Il film è stato presentato in anteprima al Toronto International Film Festival nel settembre 2014 e successivamente è stato presentato in altri festival cinematografici internazionali, tra cui il Festival internazionale del film di Roma. Il film è stato distribuito nelle sale cinematografiche tedesche il 25 settembre 2014, mentre in quelle italiane il 19 febbraio 2015.

## Premi e riconoscimenti
- 2014 - Festival internazionale del cinema di San Sebastián
  - Premio FIPRESCI